# Rothenthurm
Rothenthurm är en ort och kommun i distriktet Schwyz i kantonen Schwyz, Schweiz. Kommunen har 2 596 invånare (2023).